# Life Lessons
Life Lessons ist ein Jazzalbum von Marc Cary. Die 2019 entstandenen Aufnahmen erschienen 2021 auf Sessionheads United.

## Hintergrund
Life Lessons präsentiert Marc Carys neues Trio mit seinen beiden jungen Schülern, dem Bassisten Dan Chmielinski und dem Schlagzeuger Diego Joaquin Ramirez, das schon länger wöchentliche Auftritte in New Yorker Clubs im Rahmen von Carys Reihe »The Harlem Sessions« absolviert hat. Cary sei ein Bindeglied zwischen Vergangenheit und Gegenwart, schrieb Keanna Faircloth in WBGO. „Er ist zu einer Art Griot geworden, der regelmäßig denen huldigt, die ihn geprägt haben – darunter Legenden, mit denen er zusammengearbeitet hat, wie Abbey Lincoln, Betty Carter, Dizzy Gillespie, Sekou Sundiata und Roy Hargrove.“
Life Lessons enthält zwei Songs von Abbey Lincoln, einer von Carys frühen Mentoren („And It’s Supposed to Be Love“, „Learning How to Listen“); ein anderer Titel („Trust“) stammt von Roy Hargrove, seinem Freund und ehemaligen Bandkollegen. Cary schrieb für das Album mehrere eigene Kompositionen, wie das Funk-beeinflusste „It’s Not a Good Day to Die“ und die von einer indischen Raga inspirierte Melodie „Phase 2“. Das Album endet mit zwei Bonus-Titeln, ie nicht auf dem Cover angekündigt sind, einer Solo-Piano-Interpretation von „Trust“ und einer akustischen Trio-Version von „It’s Not a Good Day to Die“.
Während Life Lessons eine Reflexion über Carys persönliche Geschichte ist, erzählt es auch von Ereignissen, die Wendepunkte in der Gesellschaft waren, notierte Keanna Faircloth. „It’s Not a Good Day to Die“ erinnert daran, dass die Sängerin Gina Breedlove ihn zu den Texten inspirierte, die Amadou Diallo gewidmet sind, der 1999 in New York von vier Polizeibeamten einer Abteilung für Straßenkriminalität unter in der Öffentlichkeit umstrittenen Umständen erschossen wurde. Cary und Breedlove führten das Lied zum ersten Mal zusammen mit dem Lyriker Sekou Sundiata am ersten Jahrestag der Terroranschläge am 11. September 2001 auf.

## Titelliste
- Marc Cary: Life Lessons (Sessionheads United)

1. And It’s Supposed to Be Love (Abbey Lincoln) 3:56
2. It’s Tricky 2:14
3. It’s Not a Good Day to Die 7:32
4. Equilibrium 3:49
5. Trust (Roy Hargrove) 5:00
6. Learning How to Listen (Abbey Lincoln) 5:22
7. Dreamlike 3:46
8. Incantation 3:54
9. God Is Love 3:38
10. Without Walls 7:18
11. Phase 2 6:44
12. Listen Still 3:32
13. It’s Not a Good Day to Die (Perspective) 4:51
14. Trust (solo) (Roy Hargrove) 3:49

Wenn nicht anders vermerkt, stammen die Kompositionen von Marc Cary.

## Rezeption
Michael J. West schrieb in Bandcamp Daily, getreu seinem Titel sei Life Lessons so etwas wie eine großartige Zusammenfassung von Carys bisherigem Leben und seiner Karriere. Das Herzstück des Albums bilde ein neues Trio des Pianisten mit Dan Chmielinski und Diego Joaquin Ramirez, das eine zusammenhängende, sympathetische Einheit bilde, die jeden Ton von Life Lessons mit Pathos und Lebendigkeit triefen lasse.
Life Lessons zeichne die Gipfel, Täler und Hochebenen auf, die Marc Cary im Laufe seines Lebens durchquert habe, schrieb Keanna Faircloth für WBGO, und die Verbindungen, die auf diesem Weg geknüpft wurden. Obwohl das Album vor der COVID-19-Pandemie in den Vereinigten Staaten aufgenommen wurde, könnte der Zeitpunkt seiner Veröffentlichung nicht günstiger sein. Es habe eine beruhigende Qualität, ein Element, das er als wesentlich für Carys Sound anführe.
Michael J. West schrieb in JazzTimes, seit Beginn seiner mehr als 30 Jahre währenden Karriere habe der Pianist/Keyboarder Marc Cary ein unheimliches Händchen dafür, wie die Zukunft zu klingen. Dies gelte auch für Life Lessons, selbst wenn ein wesentlicher Teil des Albums über Carys Vergangenheit meditiere – deren Gegenüberstellung es umso faszinierender mache. Carys Musik auf dem Album sei voll emotionaler Tiefe, wie etwa die Titel „Dreamlike“ und das feierliche „God Is Love“. Dass er auch gleichzeitig rückwärts und vorwärts schauen könne, mache Life Lessons zu einem Glücksfall.
Hans-Bernd Kittlaus stellt in seiner Besprechung fest, dass das Trio bereits bestens eingespielt sei. Über die gesamte Laufzeit von 65 Minuten drückten sich Triumph und Tragik des Lebens in einem breiten musikalischen Spektrum aus.